# Pneumotòrax

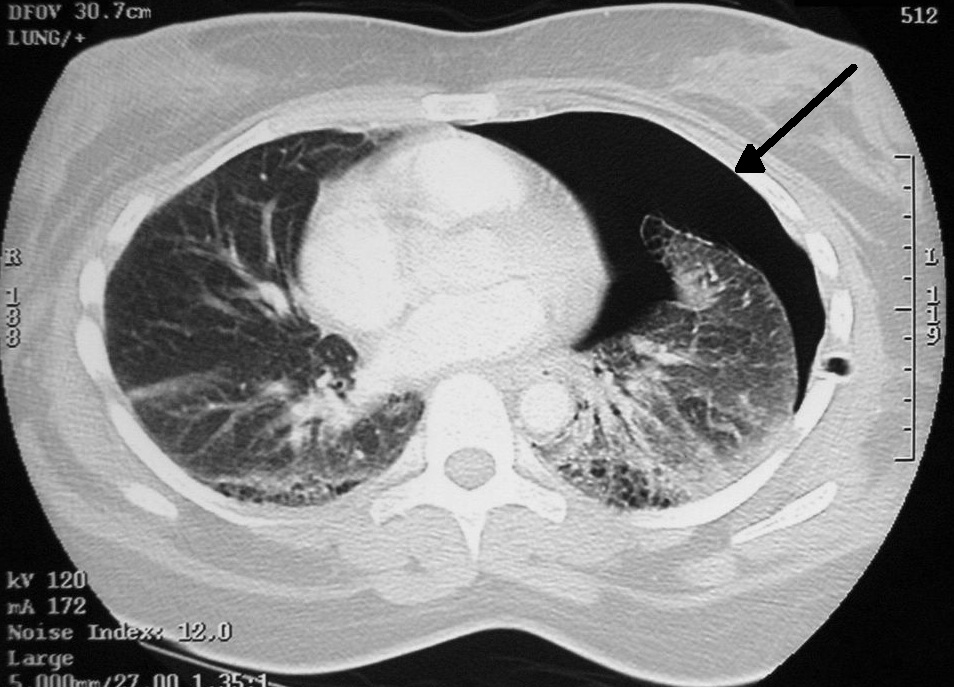
Tomografia computada de tòrax mostrant pneumotòrax esquerre (costat dret de la imatge). Un drenatge s'observa in situ, entre la cavitat pleural i les costelles.

El  pneumotòrax  és la presència d'aire en l'espai (virtual en el pulmó sa) interpleural: entre la pleura visceral i la parietal.
Causa un major o menor col·lapse del pulmó, amb la seva corresponent repercussió en la mecànica respiratòria i hemodinàmica del pacient, on l'origen pot ser extern (perforació a la caixa toràcica) o intern (perforació en un pulmó).

## Classificació
Es classifica de la següent manera: 

### Etiologia
- Traumàtic : La causa del pneumotòrax es deu a un traumatisme (ja sigui obert o tancat) que provoca l'entrada d'aire entre les dues capes de pleura. Aquests al seu torn poden classificar-se en iatrogènics (per procediments mèdics) i en no iatrogènics.
- Espontani : El pneumotòrax apareix sense cap traumatisme previ. Podem distingir entre pneumotòrax espontani primari (si no hi ha malaltia pulmonar subjacent) o pneumotòrax espontani secundari (si el pacient patia algun tipus de pneumopatia prèvia). Cal descartar sempre davant qualsevol dolor toràcic o dispnea d'aparició brusca. La clínica i l'exploració poden ser molt inaparents.

### Signes i símptomes[3]
- Dispnea de començament sobtat, d'intensitat variable en relació amb la mida del pneumotòrax.
- Moviments respiratoris ràpids (taquipnea) i superficials.
- Dolor toràcic agut, de caràcter punyent que augmenta la seva intensitat amb la inspiració i la tos, generalment en regió axil·lar propagant-se a la regió de l'espatlla i/o esquena (dolor en punta de costat).
- Tos seca i persistent, que s'exacerba notablement amb el dolor.
- Altres: cianosi, taquicàrdia.

A l'examen físic podem verificar: 
- Inspecció: en pneumotòrax greus, immobilitat del hemitòrax afectat, i en rares vegades (pneumotòrax a tensió) apareix més gran que l'altre.
- Palpació: disminució o abolició de les vibracions vocals en l'àrea afectada.
- Percussió: hipersonoridad o timpanisme.
- Auscultació: murmuri vesicular abolit o disminuït (silenci auscultatori), rares vegades buf amfòric.

### Presentació clínica
- Simple: causat per la ruptura de bul·les subpleurals. Es produeix en homes d'uns 20 a 30 anys. Les bul·les poden ser d'origen congènit o adquirit (per cicatrització de processos inflamatoris patits en la primera infància).
- Simptomàtic: secundari a alguna altra patologia adjacent.

Apareix de forma sobtada. Amb dolor en punta de costat i dispnea.

### Magnitud
- Laminar
- Moderat
- Massiu
- A tensió

## Tractament
El pneumotòrax a tensió és una emergència greu, ja que l'aire entra però per acció valvular no surt: cal una punció immediata amb agulla gruixuda en el segon espai intercostal immediatament per sobre de la vora superior de la costella en la línia vertical que passa pel mig de la clavícula.
El pneumotòrax espontani lleu només requereix repòs, ja que l'aire es reabsorbeix pel tub intercostal del pulmó afectat.
En els altres casos el tractament habitual és la punció pleural més drenatge.